# Anolyn Lulu
Anolyn Lulu (* 3. Januar 1979 in Maéwo) ist eine Tischtennisspielerin aus Vanuatu, die an den Olympischen Spielen 2012 teilgenommen hat. Sie war Fahnenträgerin bei der Eröffnungszeremonie.
Als Aktive kann Anolyn Lulu einige Erfolge bei lokalen Veranstaltungen vorweisen. Im März 2012 qualifizierte sie sich im Ozeanischen Qualifikationswettkampf für die Teilnahme an den Olympischen Spielen.
Daneben fungiert sie als Trainerin. Zudem übernimmt sie Funktionärsaufgaben im Tischtennisverband Ozeaniens und im Weltverband ITTF.